# Landkreis Tauberbischofsheim
Der Landkreis Tauberbischofsheim war ein Landkreis in Baden-Württemberg, der im Zuge der baden-württembergischen Kreisreform am 1. Januar 1973 aufgelöst wurde.

## Geografie

### Lage
Der Landkreis Tauberbischofsheim lag im Nordosten Baden-Württembergs.
Geografisch hatte er Anteil am Bauland und an den Ausläufern des Spessart. Die Kreisstadt Tauberbischofsheim lag etwa in der Mitte des Landkreises.

### Nachbarkreise
Seine Nachbarkreise waren Anfang 1972 im Uhrzeigersinn beginnend im Nordwesten Miltenberg, Marktheidenfeld, Würzburg, Ochsenfurt (alle in Bayern), Mergentheim, Künzelsau und Buchen.

## Geschichte

### Vorgeschichte: Bezirksamt Tauberbischofsheim
Das Gebiet des Landkreises Tauberbischofsheim gehörte vor 1803 hauptsächlich zu den Hochstiften Mainz und Würzburg sowie zur Grafschaft Wertheim und zur Kurpfalz. 1806 kam das Land an Baden, das 1806 zum Großherzogtum erhoben wurde. Es entstanden zunächst eine Vielzahl von Ämtern, deren Gebiete sich in den folgenden Jahren mehrmals änderten. Erst 1813 entstanden die Ämter bzw. Bezirksämter Boxberg, Gerlachsheim, Tauberbischofsheim und Wertheim, wobei das Wertheimer Amt zunächst noch in ein Stadt- und Erstes Landamt sowie ein Zweites Landamt aufgeteilt war, bis es 1819 vereinigt wurde.
1857 wurde das Amt Boxberg aufgelöst und seine Gemeinden dem Amt Krautheim zugeordnet. Sitz des vergrößerten Amtes wurde zunächst Krautheim, doch ab 1863 wieder Boxberg. 1864 wurde das Amt Gerlachsheim aufgelöst und seine Gemeinden dem Amt Tauberbischofsheim zugeordnet. 1872 wurde das Amt Boxberg wieder aufgelöst, 1898 erneut gebildet und 1924 endgültig aufgelöst. Seine Gemeinden kamen überwiegend zum Bezirksamt Tauberbischofsheim, einige auch zum Amt Adelsheim, das seinerseits 1936 aufgelöst wurde. Das Gesetz über die Neueinteilung der inneren Verwaltung vom 30. Juni 1936 hob das Bezirksamt Wertheim auf und ordnete seine sämtlichen Gemeinden dem Bezirksamt Tauberbischofsheim zu.

### Vom Bezirksamt zum Landkreis Tauberbischofsheim
Mit § 1 Abs. 3 der Dritten Verordnung über den Neuaufbau des Reichs vom 28. November 1938 (RGBl. I S. 1675) erhielten diese Verwaltungsbezirke mit Wirkung vom 1. Januar 1939 die Bezeichnung Landkreis.
Im Landkreis Tauberbischofsheim fanden nach dem Zweiten Weltkrieg bis Ende 1946 insgesamt 22.509 Heimatvertriebene aus den Gebieten jenseits der Oder-Neiße-Linie, Ungarn und dem Sudetenland eine neue Heimat.

### Auflösung des Landkreises
Nach der Bildung des Landes Baden-Württemberg 1952 gehörte der Landkreis Tauberbischofsheim zum Regierungsbezirk Nordbaden. Mit Wirkung vom 1. Januar 1973 wurde der Landkreis Tauberbischofsheim aufgelöst, und seine Gemeinden gingen ganz im neu mit dem Landkreis Mergentheim gemeinsam gebildeten Tauberkreis auf, der damit Rechtsnachfolger des Landkreises Tauberbischofsheim wurde. 1974 erhielt der neue Landkreis seinen heutigen Namen Main-Tauber-Kreis.

### Einwohnerentwicklung
Alle Einwohnerzahlen sind Volkszählungsergebnisse.
| Jahr               | Einwohner |
| ------------------ | --------- |
| 17. Mai 1939       | 56.650    |
| 13. September 1950 | 80.491    |

| Jahr         | Einwohner |
| ------------ | --------- |
| 6. Juni 1961 | 76.436    |
| 27. Mai 1970 | 82.260    |

## Politik

### Landrat
Die Oberamtmänner bzw. Landräte des Bezirksamts (1813 bis 1938) bzw. Landkreises Tauberbischofsheim (1939 bis 1972):
- 1813–1827: Carl Valentin Dölling
- 1828–1830: Joseph Maximilian Dreyer
- 1830–1833: Johannes Bach
- 1833–1841: Ludwig Frobenius von Dürrheim
- 1841–1848: Anton Schneider
- 1848–1855: Maximilian Ruth
- 1855–1860: Leopold Rieder
- 1860–1877: Matthias Schmieder
- 1877: 00000Adolf Fuchs
- 1877–1882: Otto Frey
- 1882–1886: Anton Rasina
- 1886–1893: Albert Jung
- 1893–1898: Edmund Lang
- 1898–1902: Konrad Kretzdorn
- 1902–1918: Emil Bitzel
- 1919–1921: Ernst Klotz
- 1921–1933: Ludwig Vesenbeckh
- 1933–1935: Friedrich Denzel
- 1935–1937: Hans Goll
- 1937–1945: Klaus Tellenbach
- 1945: 00000Carl Roth
- 1945–1946: Richard Reile
- 1946–1948: Hermann Götz
- 1948–1964: Anton Schwan
- 1964–1972: Bruno Rühl

### Wappen
Das Wappen des Landkreises Tauberbischofsheim zeigte in geviertem Schild: 1 in Gold ein sechsspeichiges rotes Rad mit goldener Nabe, 2 in Schwarz ein rot gekrönter und rot bewehrter goldener Löwe, 3 in Schwarz eine schrägliegende, eingekerbte, von Rot und Silber gevierte Fahne an goldener Stange; 4 in Gold eine blaue heraldische Rose.
Das Wappen wurde am 19. März 1959 durch das Innenministerium Baden-Württemberg verliehen.
Das Wappen symbolisiert die ehemaligen Herrschaftsgebiete, die sich das Kreisgebiet bis 1803 teilten. Das Rad steht für die Gemeinden, die zum Erzstift Mainz gehörten, der Löwe für die ehemals kurpfälzischen Gemeinden, die Fahne für die Orte des Hochstifts Würzburg und die Rose ist das Wappen der Grafen von Wertheim.

## Wirtschaft und Infrastruktur

### Verkehr
Die Bundesstraßen 27 und 290 führen durch das Kreisgebiet.

## Gemeinden
Zum Landkreis Tauberbischofsheim gehörten ab 1938 zunächst 84 Gemeinden, davon 7 Städte. 1939 wurde Niklashausen mit der Gemeinde Höhefeld zusammengeschlossen, dann aber 1960 wieder als eigenständige Gemeinde errichtet.
Am 7. März 1968 stellte der Landtag von Baden-Württemberg die Weichen für eine Gemeindereform. Mit dem Gesetz zur Stärkung der Verwaltungskraft kleinerer Gemeinden war es möglich, dass sich kleinere Gemeinden freiwillig zu größeren Gemeinden vereinigen konnten. Den Anfang machten im Landkreis Tauberbischofsheim gleich fünf Gemeinden, als sich diese am 1. Juli 1971 mit ihren Nachbargemeinden zusammenschlossen, und zwar Kupprichhausen und Unterschüpf mit Boxberg, Hundheim mit Külsheim sowie Hochhausen und Impfingen mit Tauberbischofsheim. Auch danach reduzierte sich die Zahl der Gemeinden stetig, bis der Landkreis Tauberbischofsheim schließlich am 1. Januar 1973 aufgelöst wurde.
Die größte Gemeinde des Landkreises war die Stadt Wertheim. Die kleinste Gemeinde war Brunntal.
In der Tabelle stehen die Gemeinden des Landkreises Tauberbischofsheim vor der Gemeindereform. Alle heutigen Gemeinden gehören zum Main-Tauber-Kreis. Die Einwohnerangaben beziehen sich auf die Volkszählungsergebnisse in den Jahren 1961 und 1970.
| frühere Gemeinde          | heutige Gemeinde   | Einwohner am 6. Juni 1961 | Einwohner am 27. Mai 1970 |
| ------------------------- | ------------------ | ------------------------- | ------------------------- |
| Angeltürn                 | Boxberg            | 172                       | 170                       |
| Assamstadt                | Assamstadt         | 1.486                     | 1.541                     |
| Beckstein                 | Lauda-Königshofen  | 378                       | 361                       |
| Bettingen                 | Wertheim           | 491                       | 547                       |
| Bobstadt                  | Boxberg            | 558                       | 497                       |
| Boxberg, Stadt            | Boxberg            | 1.021                     | 1.146                     |
| Boxtal                    | Freudenberg        | 521                       | 533                       |
| Brehmen                   | Königheim          | 373                       | 365                       |
| Brunntal                  | Werbach            | 141                       | 131                       |
| Dainbach                  | Bad Mergentheim    | 380                       | 336                       |
| Dertingen                 | Wertheim           | 875                       | 844                       |
| Dienstadt                 | Tauberbischofsheim | 243                       | 258                       |
| Dietenhan                 | Wertheim           | 223                       | 216                       |
| Distelhausen              | Tauberbischofsheim | 716                       | 790                       |
| Dittigheim                | Tauberbischofsheim | 806                       | 910                       |
| Dittwar                   | Tauberbischofsheim | 745                       | 782                       |
| Dörlesberg                | Wertheim           | 646                       | 652                       |
| Ebenheid                  | Freudenberg        | 307                       | 294                       |
| Eiersheim                 | Külsheim           | 480                       | 485                       |
| Epplingen                 | Boxberg            | 237                       | 220                       |
| Freudenberg, Stadt        | Freudenberg        | 1.943                     | 2.340                     |
| Gamburg                   | Werbach            | 758                       | 785                       |
| Gerchsheim                | Großrinderfeld     | 984                       | 1.112                     |
| Gerlachsheim              | Lauda-Königshofen  | 1.552                     | 1.739                     |
| Gissigheim                | Königheim          | 845                       | 878                       |
| Großrinderfeld            | Großrinderfeld     | 1.147                     | 1.154                     |
| Grünenwört                | Wertheim           | 432                       | 470                       |
| Grünsfeld, Stadt          | Grünsfeld          | 1.920                     | 1.964                     |
| Grünsfeldhausen           | Grünsfeld          | 209                       | 223                       |
| Heckfeld                  | Lauda-Königshofen  | 469                       | 533                       |
| Hochhausen                | Tauberbischofsheim | 662                       | 667                       |
| Höhefeld1                 | Wertheim           | 600                       | 523                       |
| Hundheim                  | Külsheim           | 809                       | 741                       |
| Ilmspan                   | Großrinderfeld     | 372                       | 344                       |
| Impfingen                 | Tauberbischofsheim | 645                       | 692                       |
| Kembach                   | Wertheim           | 458                       | 453                       |
| Königheim                 | Königheim          | 1.800                     | 1.243                     |
| Königshofen, Stadt        | Lauda-Königshofen  | 1.777                     | 2.455                     |
| Krensheim                 | Grünsfeld          | 354                       | 350                       |
| Külsheim, Stadt           | Külsheim           | 2.041                     | 3.229                     |
| Kupprichhausen            | Boxberg            | 376                       | 346                       |
| Kützbrunn                 | Grünsfeld          | 238                       | 249                       |
| Lauda, Stadt              | Lauda-Königshofen  | 4.797                     | 5.633                     |
| Lengenrieden              | Boxberg            | 234                       | 218                       |
| Lindelbach                | Wertheim           | 340                       | 342                       |
| Marbach                   | Lauda-Königshofen  | 205                       | 202                       |
| Messelhausen              | Lauda-Königshofen  | 506                       | 428                       |
| Mondfeld                  | Wertheim           | 590                       | 675                       |
| Nassig                    | Wertheim           | 1.124                     | 1.113                     |
| Niklashausen1             | Werbach            | 482                       | 526                       |
| Oberbalbach               | Lauda-Königshofen  | 568                       | 601                       |
| Oberlauda                 | Lauda-Königshofen  | 835                       | 883                       |
| Oberschüpf                | Boxberg            | 409                       | 429                       |
| Oberwittighausen          | Wittighausen       | 394                       | 365                       |
| Paimar                    | Grünsfeld          | 268                       | 251                       |
| Poppenhausen              | Wittighausen       | 183                       | 153                       |
| Pülfringen                | Königheim          | 568                       | 557                       |
| Rauenberg                 | Freudenberg        | 629                       | 667                       |
| Reicholzheim              | Wertheim           | 1.507                     | 1552                      |
| Sachsenflur               | Lauda-Königshofen  | 382                       | 374                       |
| Sachsenhausen             | Wertheim           | 523                       | 530                       |
| Schönfeld                 | Großrinderfeld     | 542                       | 551                       |
| Schwabhausen              | Boxberg            | 514                       | 503                       |
| Schweigern                | Boxberg            | 906                       | 868                       |
| Sonderriet                | Wertheim           | 506                       | 500                       |
| Steinbach                 | Külsheim           | 580                       | 558                       |
| Steinfurt                 | Külsheim           | 152                       | 136                       |
| Tauberbischofsheim, Stadt | Tauberbischofsheim | 6.996                     | 7.883                     |
| Uiffingen                 | Boxberg            | 507                       | 516                       |
| Uissigheim                | Külsheim           | 716                       | 721                       |
| Unterbalbach              | Lauda-Königshofen  | 1.160                     | 1.419                     |
| Unterschüpf               | Boxberg            | 777                       | 723                       |
| Unterwittighausen         | Wittighausen       | 1.051                     | 1.140                     |
| Urphar                    | Wertheim           | 470                       | 499                       |
| Vilchband                 | Wittighausen       | 355                       | 333                       |
| Waldenhausen              | Wertheim           | 351                       | 373                       |
| Wenkheim                  | Werbach            | 798                       | 803                       |
| Werbach                   | Werbach            | 1.006                     | 1.019                     |
| Werbachhausen             | Werbach            | 311                       | 347                       |
| Wertheim, Stadt           | Wertheim           | 11.329                    | 12.029                    |
| Wessental                 | Freudenberg        | 160                       | 177                       |
| Windischbuch              | Boxberg            | 386                       | 374                       |
| Wölchingen                | Boxberg            | 609                       | 628                       |
| Zimmern                   | Grünsfeld          | 520                       | 482                       |

Fußnote:
1 Niklashausen  wurde von 1939 bis 1960 mit der Gemeinde Höhefeld vereinigt

## Kfz-Kennzeichen
Am 1. Juli 1956 wurde dem Landkreis bei der Einführung der bis heute gültigen Kfz-Kennzeichen das Unterscheidungszeichen TBB zugewiesen. Es wird im Main-Tauber-Kreis durchgängig bis heute ausgegeben.